# Arthur Evans
Ne doit pas être confondu avec Arthur John Evans.
Arthur Evans (né le 24 avril 1890 à Toronto et mort le 13 février 1944 à Vancouver) est un syndicaliste canadien.

## Formation
Arthur Evans est né Toronto en 1890. En 1911, il migre vers l'Ouest canadien où il occupe de nombreux métiers ; comme fermier d'abord, puis comme charpentier. C'est à Minneapolis qu'il commence à s'impliquer dans la Industrial Workers of the World.
En 1913, il assiste au Massacre de Ludlow au Colorado. Deux jours après son arrivée, il est atteint par la balle d'un briseur de grève engagé par John D. Rockefeller, l'un des propriétaires de la compagnie de charbon. Evans marcha en boitant pour le reste de sa vie.
Evans retourne au Canada et entreprend une carrière dans le mouvement syndical. Il est le dirigeant du branche locale de la One Big Union pour les mineurs de charbon de Drumheller en Alberta ; il est emprisonné 3 ans pour avoir mené la grève. En 1933, il est condamné à nouveau pour 18 mois pour son rôle de dirigeant de la grève des mineurs de Princeton en Colombie-Britannique. Evans devient aussi membre du Parti communiste du Canada après sa fondation en 1921.